# Аривань-Керкаёль
Аривань-Керкаёль — река в России, течет по территории западной части городского округа Усинск Республики Коми. Устье реки находится в 73 км по левому берегу реки Большая Мутная. Длина реки составляет 14 км.

## Данные водного реестра
По данным государственного водного реестра России относится к Двинско-Печорскому бассейновому округу, водохозяйственный участок реки — Печора от впадения реки Уса до водомерного поста Усть-Цильма, речной подбассейн реки — Печора ниже впадения Усы. Речной бассейн реки — Печора.
Код объекта в государственном водном реестре — 03050300112103000074482.